# Ponte de Mucela
A Ponte de Mucela é uma aldeia que se divide por 2 concelhos, do lado litoral o concelho de Vila Nova de Poiares da freguesia de Lavegadas e do lado Interior, pelo concelho de Arganil, da freguesia de São Martinho da Cortiça a divisão dos concelho é feita de uma forma natural, através do Rio Alva (afluente do Rio Mondego).
É uma aldeia com História onde as duas margens são ligadas por uma ponte de origem romana.
Aldeia já com poucos habitantes, fruto da migração dos seus habitantes para a cidade de Lisboa, ou países como França e Brasil. Hoje[carece de fontes?] viverão aproximadamente 50 pessoas nessa pequena Aldeia Beirã.